# Schaal van Bronkhorst
De schaal van Bronkhorst is een indeling om een indruk te krijgen over de hoeveelheid mycobacteriën die in het materiaal van de luchtwegen aanwezig is. In Nederland wordt dit op enkele plaatsen nog gebruikt. Hierbij wordt in niet geconcentreerd patiëntenmateriaal het aantal zuurvaste staven weergegeven in een schaal van 1 tot +5.

## Schaalverdeling
- 1+ (zeer zwak): tot 40 zuurvaste staafjes (ZVS) in het preparaat
- 2+ (zwak): tot gemiddeld 20 ZVS per 10 gezichtsvelden
- 3+ (matig sterk): tot gemiddeld 60 ZVS per 10 gezichtsvelden
- 4+ (sterk): tot gemiddeld 120 ZVS per 10 gezichtsvelden
- 5+ (zeer sterk): meer dan gemiddeld 120 ZVS per 10 gezichtsvelden

Bovengenoemde oorspronkelijke Bronkhorst indeling was gebaseerd op een gezichtsveld van 0,18 mm diameter of een vergroting van 700x. Dit gezichtsveld komt overeen met de huidige microscoop met vergroting 1000x (10 x 100), gebruikt voor de beoordeling van een Ziehl-Neelssen. De tegenwoordig meest gebruikte kleuring van preparaten om "zuurvaste staafjes" te vinden is de (auramine/rhodamine. Voor screening van deze preparaten op ZVS met de fluorescentiemicroscoop volstaat een vergroting van 400x (10 x 40), hetgeen een gezichtsveld oplevert dat 6,25 keer groter is dan bij 1000x vergroting. Positieve auramine preparaten moeten voor de beoordeling van de bacteriedichtheid volgens Bronkhorst dus bekeken worden bij 1000x vergroting.

## Geschiedenis
De schaalverdeling is vernoemd naar en door prof. dr. Willem Bronkhorst (1888 - 1960), huisarts en later geneesheer-directeur van het tuberculose-sanatorium Berg en Bosch te Apeldoorn (vanaf 1933 in Bilthoven). In de periode na zijn hoogleraarsbenoeming verscheen een uitvoerige mededeling over zijn ervaringen bij de klaplongbehandeling bij patiënten met caverneuze longtuberculose. Hierna verrichtte hij in 1949 met zijn assistent, dr. J.K. Kraan, studie over het verband tussen de bacteriedichtheid van sputum en de aard van de tuberculeuze longafwijking, waarin de schaal geopperd werd.

## Gebruik
Buiten Nederland wordt een vergelijkbare methode gebruikt, de zogenaamde indeling van Gaffky, waarbij in een schaal van 1 tot 10 de dichtheid wordt berekend. Hoewel deze schalen soms gebruikt worden om een effect van de therapie te kunnen waarnemen, is de kwaliteit van het opgehoeste sputum nooit constant waardoor grote variaties kunnen ontstaan.
Soms wordt deze kwantificering toegepast om de mate van besmettelijkheid te schatten, waarbij een sputum met veel zuurvaste staven een grotere kans voor verspreiding van de mycobacterie zou hebben dan sputum met weinig staven. Een negatief ZN-preparaat betekent echter niet dat er geen kans op verspreiding is. Dit blijkt uit de waarneming in San Francisco bij het bestuderen van de epidemiologie van 1574 patiënten met tuberculose, dat 17% van de secundaire gevallen waren besmet door Ziehl-Neelsen negatieve patiënten. Deze waarneming wordt bevestigd door een studie in Canada bij 791 patiënten, waarbij de bron voor kweekpositieve secundaire gevallen in 15% ZN-negatieve patiënten waren.